# 自判
自判（じはん）とは、上訴を扱う裁判所が原審の判決を不当として取消または破棄したうえで、差戻しをすることなく判決すること。取消自判と破棄自判の2種類がある。

## 取消自判
民事訴訟の控訴審判決で第一審判決を取り消し、改めて判決を行うこと。民事訴訟は第一審・第二審とも事実審であるため、取消自判が原則である。第一審判決が不当な場合は判決を取り消し（民事訴訟法第305条）、第一審の判決手続きが違法である場合も判決を取り消さなければならない（同306条）。取り消された場合、裁判所の判断がなくなるため、自判をする必要がある（ただし、事件についてさらに審理を行う必要がある場合は第一審に差し戻すことができる。同第308条1項）。第一審の判決が訴え却下の場合は第一審に差し戻さなければならないが、事件につきさらに弁論をする必要がない場合は自判できる。

## 破棄自判
民事訴訟の上告審、及び刑事訴訟の控訴審・上告審で原審を破棄して判決を下すこと（民事訴訟法第326条、刑事訴訟法第400条但し書、同第413条但し書）を破棄自判という。

### 民事訴訟
上告審は法律審であるため、条文上、破棄差戻しが原則とされ（民事訴訟法第325条１項）、①原審が確定した事実は適法であるが、原審の法令解釈を誤りを理由に原判決を破棄する場合であって、さらに事実審理をする必要がない場合（民事訴訟法第326条第1項）、②裁判権がないことを理由に原判決を破棄し、訴えを却下する場合（同2項）、破棄自判をしなければならない。なお、後者は例示規定であり、訴訟要件の欠如等を理由に訴えを却下する場合なども破棄自判し得るとされる（秋山幹男ほか「コンメンタール民事訴訟法Ⅵ」393頁）。

### 刑事訴訟
刑事訴訟の控訴審において破棄事由（第377-382条、第383条）に該当する場合は判決で原判決を破棄しなければならず（第397条第1項）、裁判所の取調べの結果原審を破棄しなければ正義に反する場合も原判決を破棄することができる（同条第2項）。この場合、直ちに判決を言い渡せる場合は自判することができる（第400条）。
刑事訴訟の上告審では第410条に破棄すべき事由、第411条に破棄可能である事由が列挙されており、これに該当する場合は原審に差し戻すか移送することになるが、直ちに判決を下せる場合は自判もできる（第413条）。
刑事訴訟の自判の例としては：
- 尊属殺重罰規定違憲判決 - 尊属殺人罪を合憲として懲役3年6月の実刑とした2審判決に対し、違憲として破棄自判を行い懲役2年6月執行猶予3年とした事例（昭和48年4月4日)
- 日建土木事件 - 関与の度合いが低い共犯に対し、1、2審の死刑判決を破棄自判して無期懲役の判決（平成8年9月20日）
- 競輪殺人事件 - 死刑求刑に対して1審懲役15年、2審死刑の判決を破棄自判して無期懲役の判決（昭和28年6月4日）
- 八海事件 - 2度の破棄差戻しを経て、3度目の上告審で無罪の破棄自判（昭和43年10月25日）
- 遠藤事件 - 1、2審の執行猶予付き有罪判決を破棄し、破棄自判により無罪判決（平成元年4月21日）

などが有名。最近の裁判例では：
- 新潟少女監禁事件 - 2審の懲役11年の判決を破棄して控訴棄却（懲役14年）の自判（平成15年7月10日）
- 北海道孫誘拐事件 - 1、2審の実刑判決を破棄して執行猶予付き懲役刑の自判（平成18年10月12日）
- 長銀事件 - 1、2審の執行猶予付き有罪判決を破棄して無罪の自判（平成20年7月18日）

などがある。

## 条文における「自判」の語句について
刑事訴訟法には自判という語句は存在しない。民事訴訟法第326条の条文見出しは「破棄自判」とあるが、本文に自判という語句は使われていない。